# Mollösunds distrikt
Mollösunds distrikt är ett distrikt i Orusts kommun och Västra Götalands län. 
Distriktet ligger på sydvästra delen av Orust. 

## Tidigare administrativ tillhörighet
Distriktet inrättades 2016 och utgörs av socknen Mollösund i Orusts kommun.
Området motsvarar den omfattning Mollösunds församling hade vid årsskiftet 1999/2000.